# デ・ハビランド・カナダ DHC-1

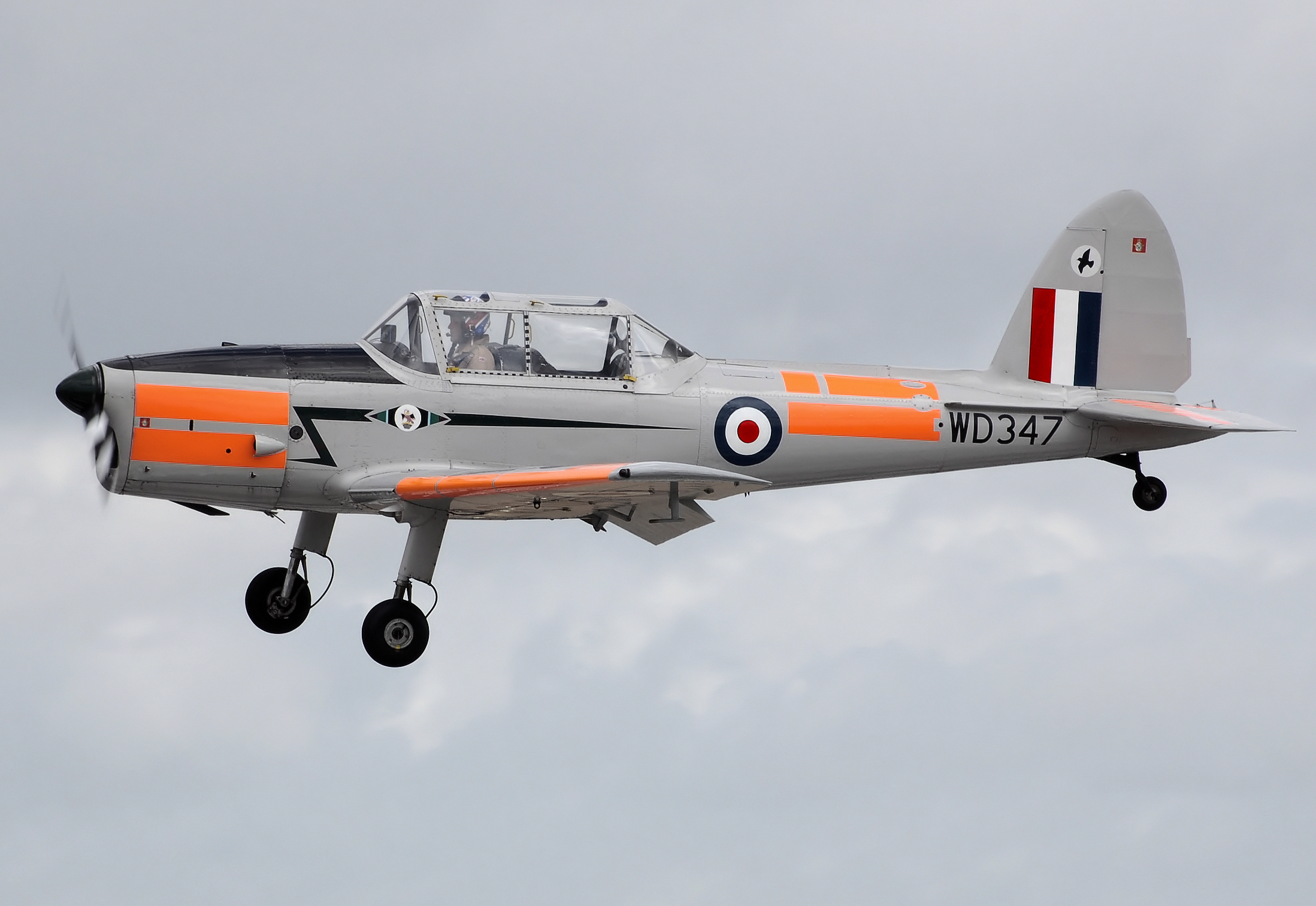
チップマンク Mk.22

デ・ハビランド・カナダ DHC-1 チップマンク(de Havilland Canada DHC-1 Chipmunk)は、カナダのデ・ハビランド・カナダ社が開発したレシプロ練習機。チッピー(Chippie)の愛称で親しまれた。なお、チップマンクとはシマリスの意。

## 概要
これまでカナダに輸入されたデ・ハビランド社製航空機の整備やライセンス生産を行ってきたデ・ハビランド・カナダ社が初めて自社設計した機体で、デ・ハビランド タイガー・モスの後継として開発された。1946年5月22日に初飛行。カナダでの生産機数は218機だったが、イギリス空軍が初等練習機として採用を決定したことでイギリスでも製造されることになり、1,014機もの大量生産が行われた。この内735機がイギリス空軍に納入され、残りは海外へ輸出された。また、ポルトガルでも60機がライセンス生産された。
タンデム複座の単葉機で、降着装置は固定式。エンジンはタイガー・モスと同じデ・ハビランド ジプシー・メジャーを搭載した。構造は基本的に全金属製だが、主翼後半部は羽布張りであった。カナダ製の機体のほとんどはバブルキャノピーを装備しており、容易に識別できる。頑丈な機体であるため1990年代まで運用した国もあり、現在でも民間に払い下げられた機体が500機以上飛行している。

## 派生型

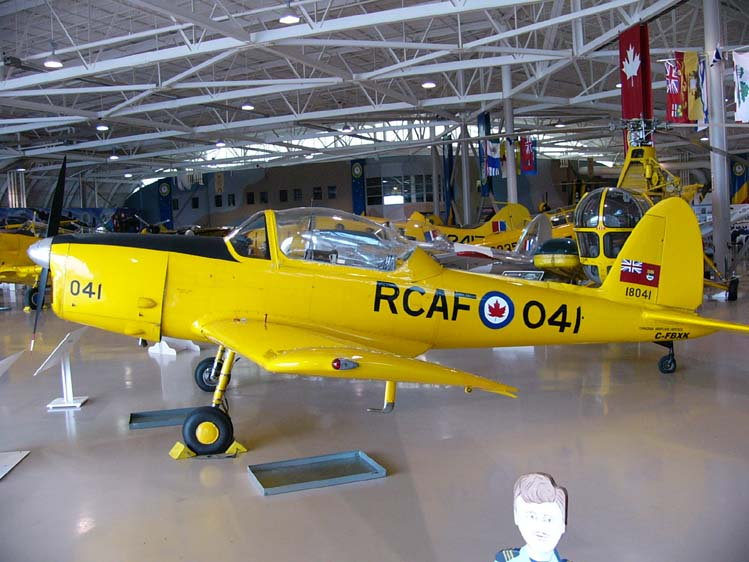
DHC-1B-2S5

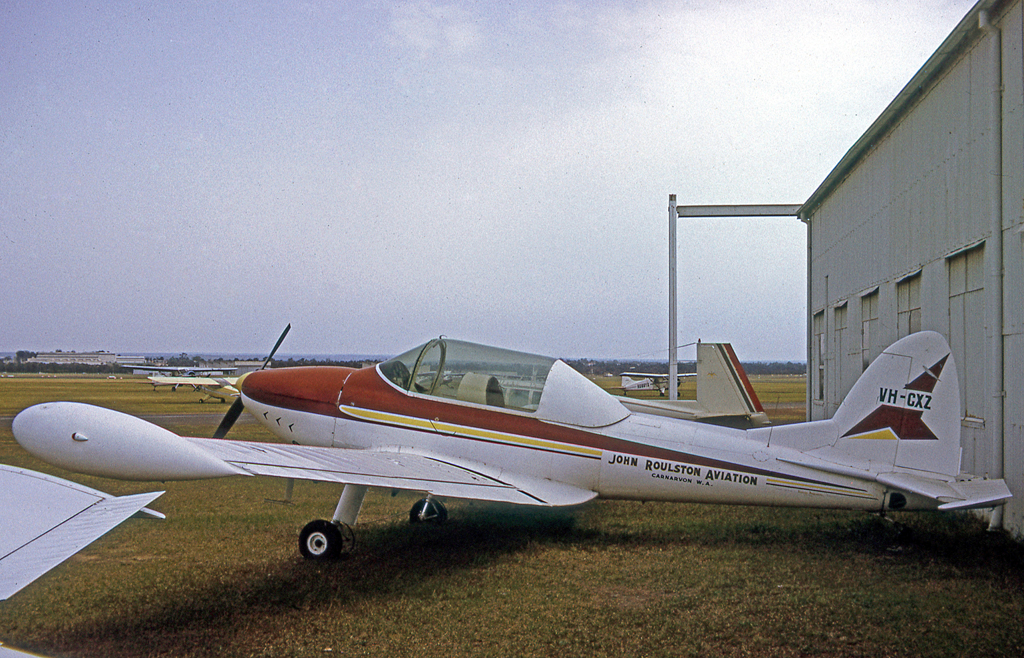
エアロストラクチャーズ サンダウナー

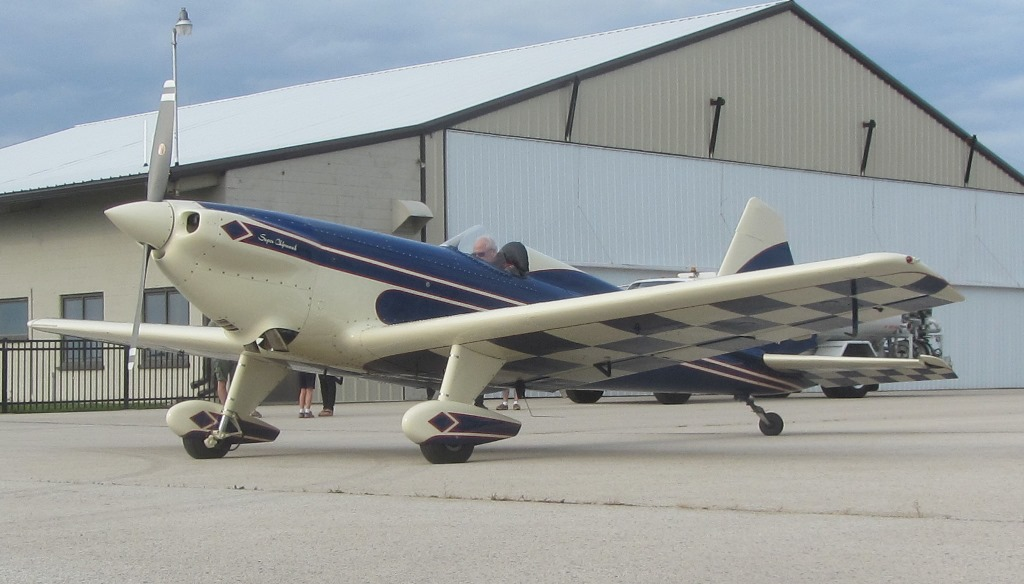
スーパー・チップマンク

カナダ製
DHC-1A-1
ジプシー・メジャー1Cエンジン搭載、一部の曲技飛行が可能。カナダ空軍の正式名称はチップマンク T.1。
DHC-1A-2
ジプシー・メジャー10エンジン搭載、一部の曲技飛行が可能。
DHC-1B-1
ジプシー・メジャー1Cエンジン搭載、完全な曲技飛行が可能。
DHC-1B-2
ジプシー・メジャー10エンジン搭載、完全な曲技飛行が可能。
DHC-1B-2S1
エジプト向け。
DHC-1B-2S2
タイ向け。
DHC-1B-2S3
ロイヤル・カナディアン・フライング・クラブでカナダ空軍パイロットの技量維持訓練機として使用された機体。カナダ空軍の正式名称はチップマンク T.2。
DHC-1B-2S4
チリ向け。
DHC-1B-2S5
カナダ空軍向け。カナダ空軍の正式名称は-S3と同じチップマンク T.2。
イギリス製
チップマンク T.10
ジプシー・メジャー8エンジン搭載のイギリス空軍向け。
チップマンク Mk.20
T.10の輸出型。ジプシー・メジャー10シリーズ2エンジン搭載。
チップマンク Mk.21
Mk.20の民間向け。28機製造。
チップマンク Mk.22
T.10のエンジンをMk.20と同様にした民間向け転用機。
チップマンク Mk.22A
Mk.22に燃料タンクを追加した機体。
チップマンク Mk.23
2機のT.10のエンジンをMk.20と同様にし、農業用スプレーを取り付けた改造機。
その他
民間に払い下げられた機体に独自の改造を施したものがある。以下はその一例。
エアロストラクチャーズ サンダウナー(Aerostructures Sundowner)
オーストラリアで改装された1機の名称で、ライカミング製O-360エンジンに換装し、主翼端燃料タンク、視界の優れたキャノピー、全金属製主翼を取り付けた。
サシン SA-29 スプレーマスター(Sasin SA-29 Spraymaster)
オーストラリアでMk.23と同仕様に改修された農業機。
スーパー・チップマンク(Super Chipmunk)
曲技飛行機として特別に改造された機体。ライカミング製GO-435エンジンに換装し、操縦翼面の変更などを行った。数機が作られ、引き込み脚を装備した1機は、1970年の世界曲技選手権に出場した。

## 採用国
アイルランド
 イギリス
 イスラエル
 イラク
 ウルグアイ
 エジプト
 ガーナ
 カナダ
 ケニア
 コロンビア
 サウジアラビア
 ザンビア
 シリア
 スペイン
 セイロン
 タイ
 チリ
 デンマーク
 ビルマ連邦
 ベルギー
 ポルトガル
 マレーシア
 南ローデシア
 ヨルダン
 レバノン

## 諸元（チップマンク T.10）
- 全長：7.75 m
- 全幅：10.46 m
- 全高：2.13 m
- 自重：646 kg
- 最大離陸重量：914 kg
- エンジン：デ・ハビランド ジプシー・メジャー8 レシプロエンジン（145馬力） 1基
- 最高速度：222 km/h
- 航続距離：451 km
- 実用上昇限界高度：4,815 m